# ホンダ・CBR600RR

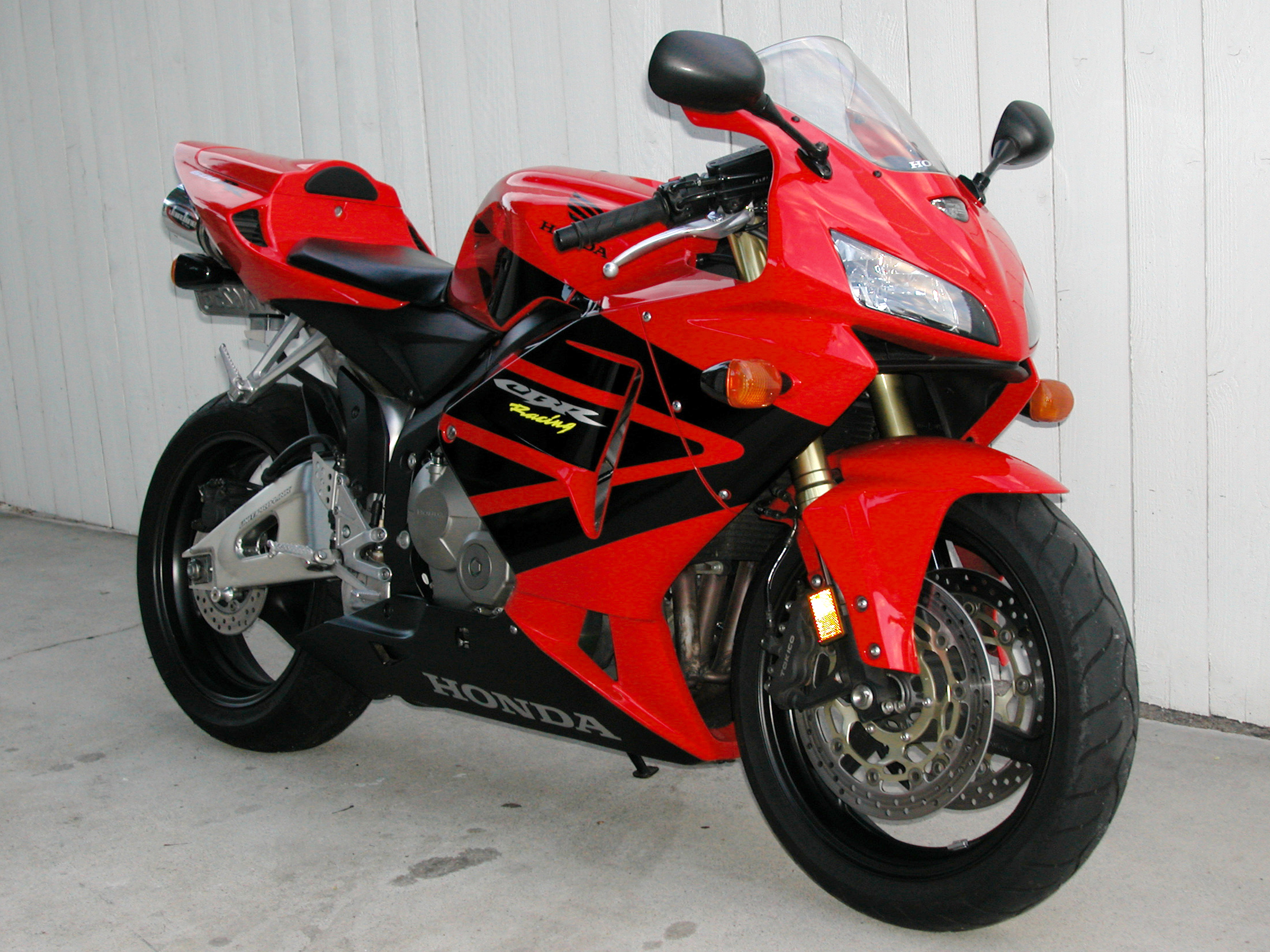
CBR600RR(PC37)2006年型欧州仕様

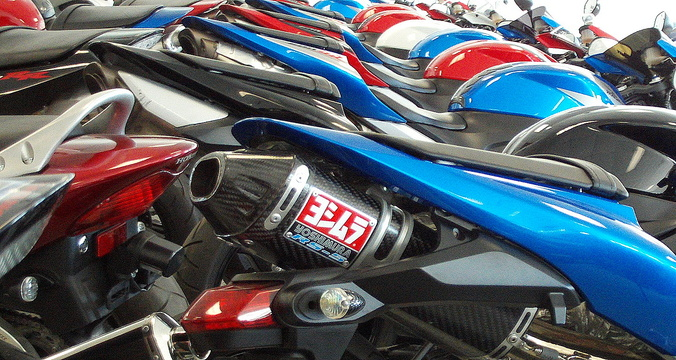
Yoshimura R&D of America製排気管を装着したCBR600RR(PC40)

CBR600RR(シービーアールろっぴゃくアールアール)は、本田技研工業が2003年から製造販売している大型自動二輪車である。

## 概要
4ストローク600ccエンジン搭載の量産市販車によるスーパースポーツ・ワールド・シリーズ(英: Supersport World Series)が 、1999年にスーパースポーツ世界選手権(英: Supersport World Series)として国際モーターサイクリズム連盟(仏: Fédération Internationale de Motocyclisme・FIM)に公認され、各国に波及されると、他メーカーではホモロゲーションモデルを目的としたほぼレーサーマシンと言える量産車が現れるようになった。ホンダとしても、当初ツアラーとして開発したCBR600F4i(PC35)ではレースにおいて競争力が維持できず、よりサーキット走行に主眼を置いたCBR600RRを開発・販売するに至った。

## PC37
本田技研工業の欧州現地法人であるホンダ・ヨーロッパ・モーターサイクル(英: Honda Europe Motorcycle)は2002年9月12日に、新モデルCBR600RR(2003年型)を翌2003年から欧州市場で発売すると発表し、同月18日からミュンヘンで開かれたインターモト2002(独: INTERMOT 2002)で展示した。機種記号はPC37。中空ファイン・ダイキャスト構造の高剛性ハイブリッド・アルミニウム製フレームやユニット・プロリンク・リア・サスペンション・システムなど、MotoGPレーサーRC211Vのために開発された機構を採用し、旋回性能を向上させたとしている。エンジンはボアとストロークのサイズなどを様々な組み合わせで徹底的にテストを行なった結果、これまでのCBR600F4iに搭載されているエンジンが最も理想的であることが判明した事から、前後長と幅を短縮させている。
2004年9月13日にホンダ・ヨーロッパ・モーターサイクルは、一部改良を施した2005年型を、9月14日から開催されるインターモト2004に展示すると発表した。フレームの軽量化や、倒立式テレスコピックフロント・フォークの採用、ラジアルマウント・フロント・ブレーキ・キャリパー化を実施するなどサスペンションの改良により、運動性能の向上とハンドリング操作の安定性をさらに高めたとしている。
スーパースポーツ世界選手権では、PC37が参戦した2003年から2006年までの全ての年で、ライダーとマニュファクチャラーの選手権2部門を獲得している。

### 米国
本田技研工業の米国現地法人であるアメリカン・ホンダ・モーター(英: American Honda Motor・AHM)は、AMAスーパースポーツ選手権(英: AMA Supersport)に、2003年からPC37で参戦している。

#### リコール
- 全米幹線道路交通安全局（英語版）(英: National Highway Traffic Safety Administration・NHTSA)[注 3]は、本田技研工業の代理人アメリカン・ホンダ・モーターが、2004年8月4日にリコールの届け出を行ったと発表した[21]。対象となるのはCBR600RR(型式:JH2PC37)で、不具合が発生した部位は制動装置[21]。後輪ブレーキのマスター・シリンダーとブレーキ・ペダルを継ぐリンケージが腐食し、最悪の場合、破損しブレーキ操作ができなくなるおそれがある[21]。対策として全車両、ロッド・エンドと関連部品を対策品と交換する[21]。
  - 対象となる車台番号はJH2PC37*3M000001からJH2PC37*3M011505及びJH2PC37*4M100001からJH2PC37*4M108890である。
  - 該当する車両が製作された期間は2002年9月26日から2004年4月16日で、対象台数は22,000台となる[21]。
- 全米幹線道路交通安全局は、本田技研工業の代理人アメリカン・ホンダ・モーターが、2006年7月25日にリコールの届け出を行ったと発表した[22]。対象となるのは2006年型CBR600RR(型式:JH2PC37)で、不具合は付属の取扱説明書[22]。全米幹線道路交通安全局車輌安全ホットラインに関する誤った連絡先情報が記載されている[22]。そのため、そのまま使用を続けると、全米幹線道路交通安全局車輌安全ホットラインに連絡できないおそれがある[22]。対策として全車両、取扱説明書の正誤表を、販売店と所有者に郵便葉書で送付する[22]。

### 英国

#### リコール
- 運転者・車両基準庁（英語版）(英: Driver and Vehicle Standards Agency・DVSA)[注 4]は、HONDA MOTORCYCLESが2004年8月16日にリコールの届け出を行ったと発表した[24][25]。対象となるのは2003年型及び2004年型で、不具合が発生した部位は制動装置[24][25]。後輪ブレーキのマスター・シリンダーとブレーキ・ペダルを継ぐコネクティング・ロッドの材質が不適切なため、腐食し固着するおそれがある[24][25]。固着した状態でブレーキ・ペダルに強い力が働くと、コネクティング・ロッドが破損し、ブレーキ操作ができなくなるおそれがある[24][25]。対策として全車両、コネクティング・ロッドを対策品と交換する[24][25]。対象台数は4,197台となる[24][25]。

### カナダ

#### リコール
- カナダ運輸省(英: Transport Canada)[注 5]は、本田技研工業が2004年8月10日にリコールの届け出を行なったと発表した[27]。対象となるのは2003年型及び2004年型で、不具合が発生した部位は制動装置[27]。後輪ブレーキのマスター・シリンダーとブレーキ・ペダルを継ぐリンケージの一部であるロッド・エンドが腐食し、最悪の場合、破損しブレーキ操作ができなくなるおそれがある[27]。対策として全車両、ロッド・エンドと関連部品を対策品と交換する[27]。対象台数は2,395台となる[27]。

### 日本
日本市場では2003年(平成15年)7月4日に発売された。欧州仕様では117psだった最高出力を馬力自主規制により69psとしている。税別890,000円。同年11月にカラーリングの追加が行われている。2005年(平成17年)1月には、2005年型欧州仕様車と同様の一部改良を行った。税別920,000円。同年11月にも塗色が変更され、“Team Movistar Honda MotoGP”カラーを採用した限定車「CBR600RR・Special Edition」が追加された。
全日本ロードレース選手権では、PC37が参戦した2003年から2006年までの全ての年でライダー部門の選手権を獲得している。

#### レースベース車
本田技研工業はCBR600RRレースベース車(サーキットなどのクローズドコース走行専用車)を、日本市場で公道向け市販車に先駆けて2003年(平成15年)3月25日に発売した。欧州仕様車から灯火器などの公道走行で必要な保安機器を取り外し、前・後サスペンションスプリングレート、専用ECU(電子制御ユニット)、前・後輪タイヤなどを変更している。鈴鹿4時間耐久ロードレースでは表彰台を独占。もてぎオープン7時間耐久ロードレースで優勝。全日本ロードレース選手権ST600クラスにおいても全戦優勝を果たす。同年12月19日には、クイッククラッチアジャスター装備・エンジン点火タイミング変更・イリジウムレーシングスパークプラグ採用など一部改良が行われた。欧州仕様公道向け市販車の2005年型への一部改良に合わせ、2005年(平成7年)に日本向けレース・ベース車も同様の改良が施された。2006年1月にも、2006年型欧州仕様車をベースに、点火タイミングを変更するなどし発売された。

#### リコール
- 国土交通省は、本田技研工業が2004年(平成16年)8月5日にリコールの届け出を行なったと発表した[38]。対象となるのはCBR600RR(型式:BC-PC37)で、不具合が発生した部位は制動装置(後輪側ブレーキマスターシリンダー)[38]。後輪ブレーキのマスターシリンダーとブレーキペダルを継ぐピロボールジョイントホルダーの材質が不適切なため、凍結防止剤等を含んだ水で被水すると当該ジョイントホルダーのアルミ材が腐食し、内部のピロボールの動きが渋くなるものがある[38]。そのため、そのまま使用を続けると、ジョイントホルダーとピロボールが固着してブレーキペダルを操作できなくなるおそれがある[38]。または、ジョイントホルダーとピロボールが固着した状態でブレーキペダルに強い力が働くと、ジョイントホルダーが破損し、ブレーキ操作ができなくなるおそれがある[38]。対策として全車両、ピロボールジョイント一式を対策品と交換する[38]。不具合は海外からの情報により発見され、不具合の報告件数はなく、不具合を起因とする事故は発生していないとしている[38]。対象となる車台番号はPC37-1000001からPC37-1000987及びPC37-1100001からPC37-1100982[39]、該当する車両が製作された期間は2003年(平成15年)6月23日から2004年(平成16年)7月20日で、対象台数は1,926台となる[38]。

### オーストラリア

#### リコール
- インフラ・運輸・地方開発・通信省（英語版）(英: The Department of Infrastructure, Transport, Regional Development and Communications・DITRDC)[注 6]は、ホンダ・オーストラリア(英: Honda Australia Motorcycle & Power Equipment)が2004年8月10日にリコールの届け出を行なったと発表した[41]。不具合が発生した部位は制動装置[41]。後輪ブレーキのマスター・シリンダー・コネクティング・ロッド・エンド・ベアリングの材質が不適切なため腐食する[41]。対策として全車両、対策品と交換する[41]。対象台数は1,158台となる[41]。

## PC40

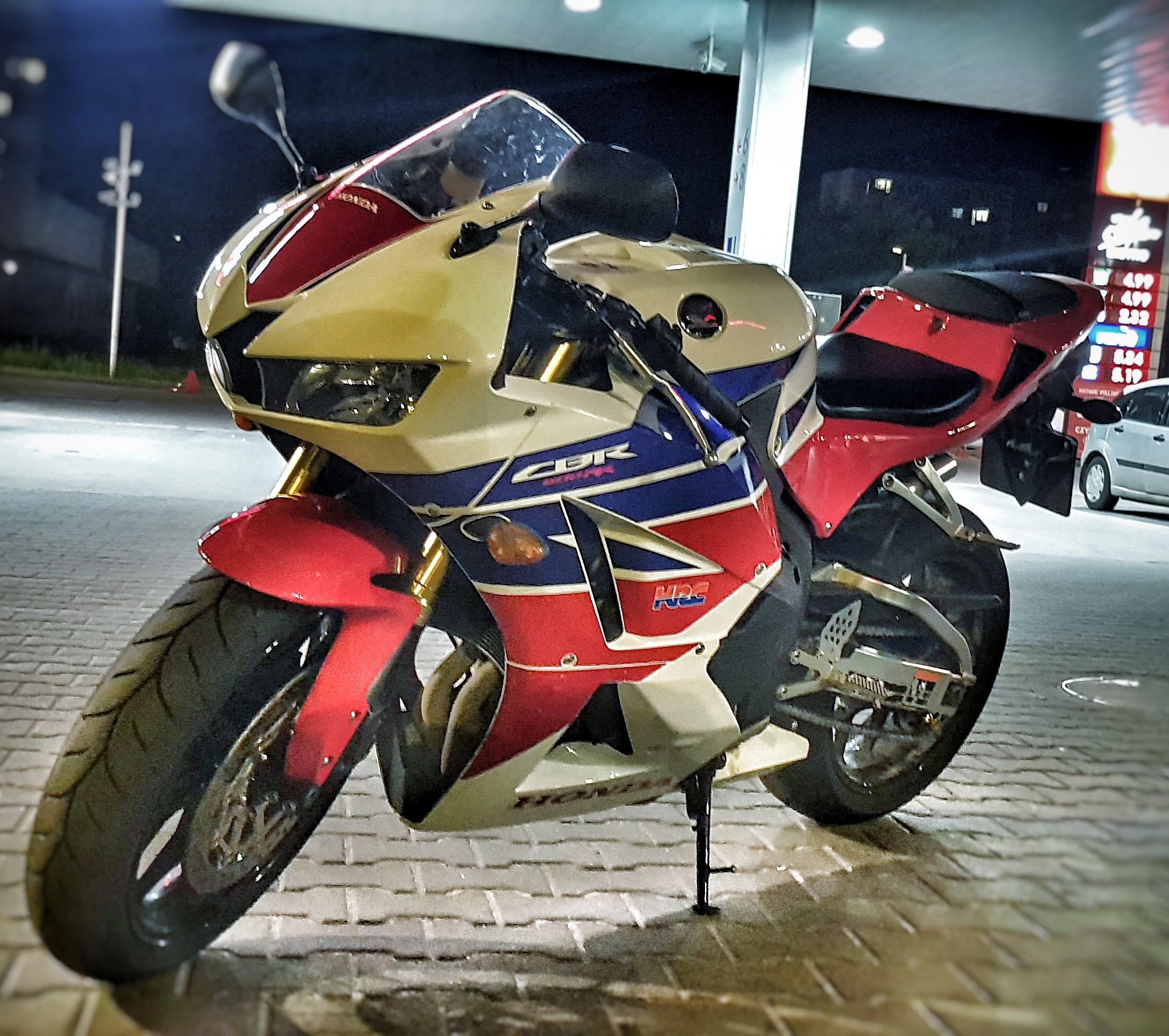
カウル形状変更が行われた2013年モデル

2006年10月に開催されたインターモト2006で、全面改良モデルが発表された。機種記号はPC40とされた。この2007年型は、先代PC37と比較しエンジンを前後長を30.5mm短縮するなど全体的にコンパクト化するとともに、新形状の軽量アルミ・ダイキャスト・フレームを採用。また、カウル・デザインを変更するなど細部にわたり軽量化を図ることにより、車体全体で約8kgの軽量化をPC37と比較し実現。さらに、ホイールベースを短縮するなど、車体をよりコンパクトにすることで高い走行性能を実現したとされる。生産は一貫して日本の本田技研浜松製作所で行われ、2006年12月より欧州各国で順次販売が開始された。2008年には一部改良した2009年型が発表され、電子制御式「コンバインドABS」を搭載した。コンバインド・ブレーキ・システム(前・後輪連動ブレーキシステム)とABS(アンチ・ロック・ブレーキシステム)の双方を電子制御することで、より緻密なコントロールを可能だとしている(T.R.-C.ABS)。2012年にも、2013年型となるカウルの形状他を変更する一部改良が行われた。2016年末までにEU圏内統一排出ガス規制のEURO4に対応せず、欧州をはじめ多くの地域で販売ができなくなったが、米国では販売が継続されていた。

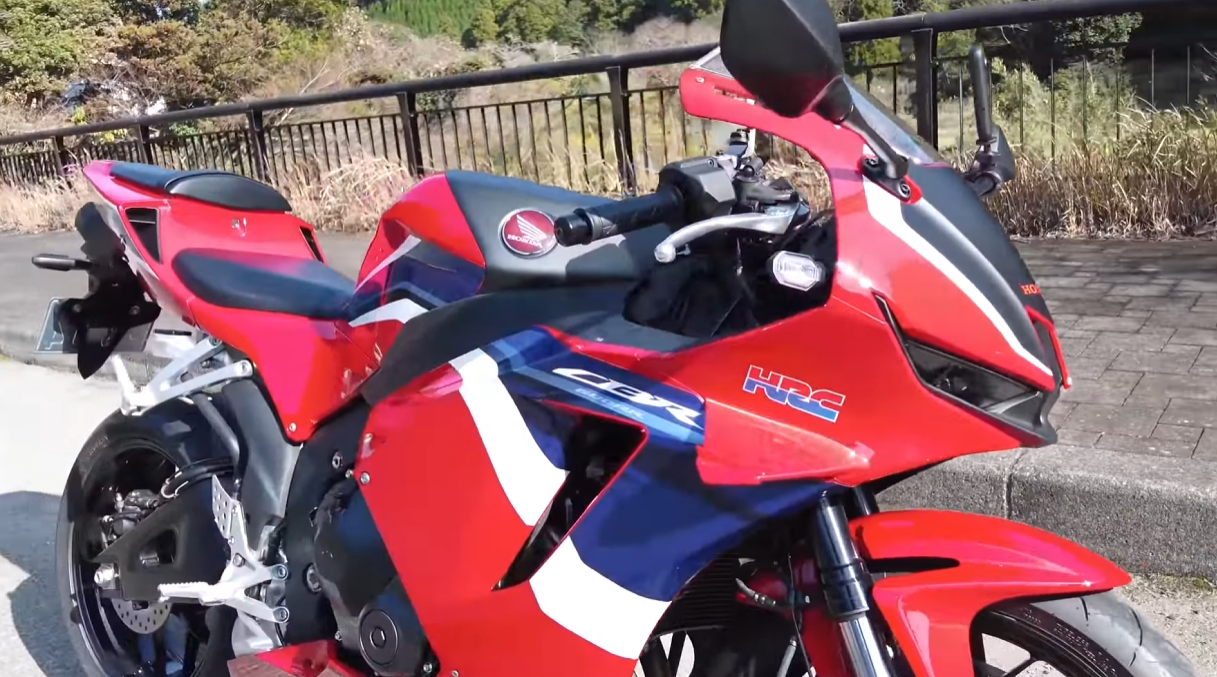
2021年型CBR600RR

2020年8月には、EURO4相当排出ガス規制に対応した2021年型を発表した。近年のアジア・ロード・レース選手権(英: FIM Asia Road Racing Championship・ARRC)での劣勢を踏まえ、レースで勝つことを目標に開発された。パワーユニットは、カムシャフトやクランクシャフトなどの材質変更による最高出力発生回転数の高回転化を図ったほか、インレットポートの形状変更やスロットルボア径の拡大、エキゾーストパイプ各部サイズの最適化と併せて、バルブタイミングの変更を図るなど吸排気効率を向上させ、89kWの最高出力を達成。また、ファンライディングをサポートする最新の電子制御技術を採用。スロットルグリップ操作に対してより緻密なスロットルバルブの制御を行う「スロットルバイワイヤシステム(TBW)」により、走行状況やライダーの好みに合わせて走行フィーリングを任意に選択できる「ライディングモード」を搭載した。スタイリングは、サーキットでの運動性能を追求した空力性能と機能美を併せ持つ外観とし、前面ならびに側面投影面積の最適化とクラス最小のCD値により、防風性能の向上と俊敏なハンドリングの実現に寄与。また、効果的にダウンフォースを発生させるウイングレットを左右のフロントカウル前方側面に配し、コーナーへの進入時や加速旋回における安定感をより高めたとしている。EURO5に対応していないため欧州では販売されず、日本・オーストラリア及び東南アジアなどで販売される。なお、この一部改良は米国仕様車には適用されない。またこの2021年型より製造は本田技研熊本製作所に移行されている。
2023年に行われた一部改良でEURO5+に適合した事から、6年ぶりに欧州での販売を復活することが公表された。
スーパースポーツ世界選手権では、PC40が参戦した2007年から、ライダー部門の選手権を4回、マニュファクチャラー部門の選手権を6回獲得しているが、2014年にライダーとマニュファクチャラーの選手権2部門を獲得したのを最後に、選手権を獲得できていない。また、優勝も2023年にタラン・マッケンジーが優勝するまでできなかった。アジアロードレース選手権では、2012年からライダー部門の選手権を5連覇するも、2016年から2021年まで選手権を獲得できていない。

### カナダ

#### リコール
- カナダ運輸省は、本田技研工業が2015年7月2日にリコールの届け出を行なったと発表した[59]。対象となるのは2014年型及び2015年型で、不具合が発生した部位は始動装置(スターター・リレー・スイッチ)[59]。エンジンの始動装置において、スターター・リレー・スイッチの防水用シール剤の充填が不適切なため、使用過程で接触抵抗が増加し導通不良となり、ストールして再始動できない、または、火災に至るおそれがある[59]。対策として全車両、スターター・リレー・スイッチを点検し、必要に応じて良品に交換する[59]。

### 日本

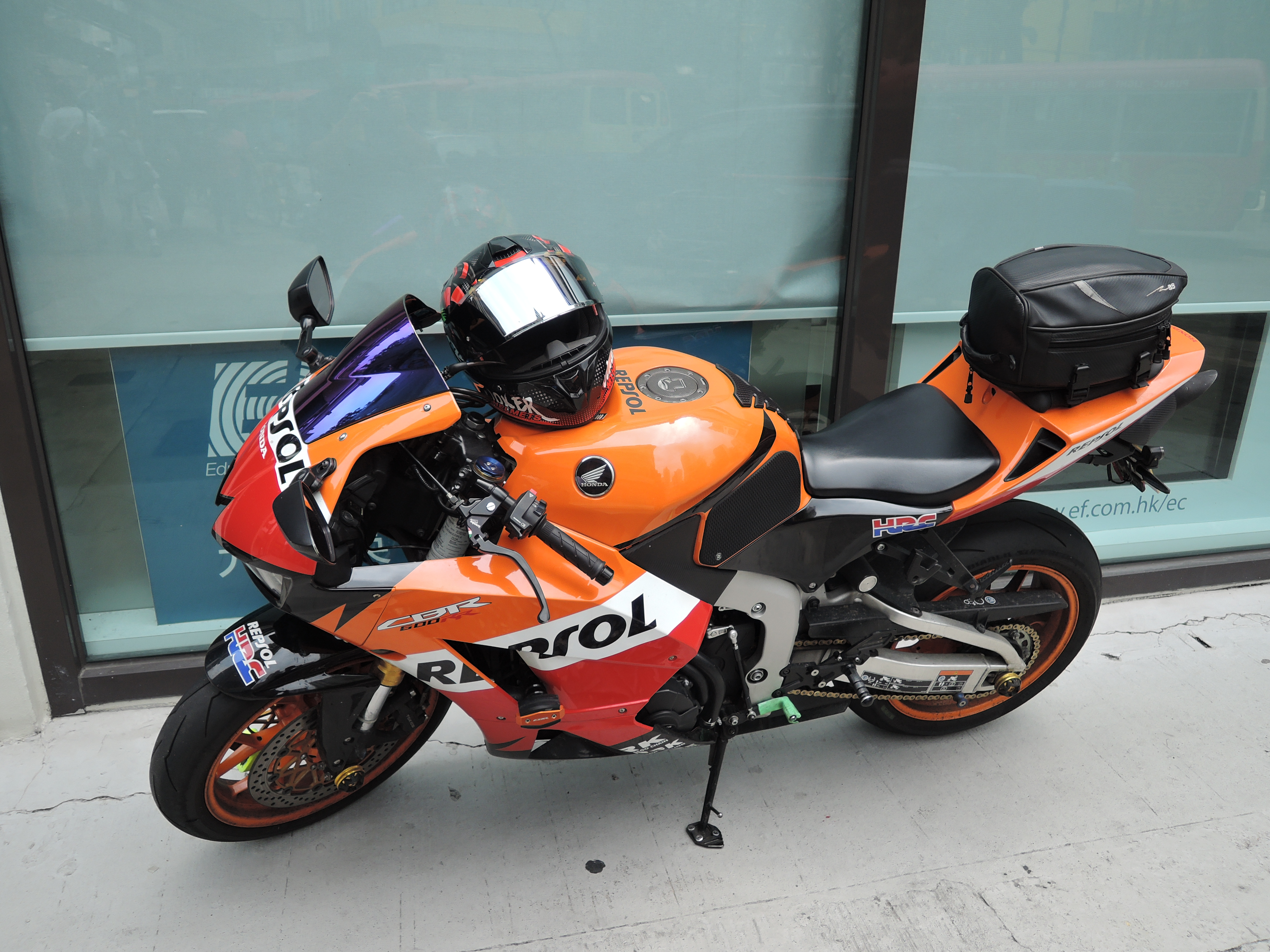
CBR600RR Special Edition(レプソルホンダカラー)

2007年(平成19年)5月24日に全面改良された2007年型を発売した。欧州仕様で118psとなった最高出力を「自主規制」により69psとしている。税別1,025,000円。同年11月10日には塗色が変更され、“KONICA MINOLTA Honda”カラーを採用した受注期間・生産台数限定の「CBR600RR・スペシャルエディション」が追加された。2009年(平成21年)2月19日に一部改良された2009年型が発売され、最高出力は78psとなった。税別1,046,000円。2009年（平成21年）4月10日から「個性的なグラフィック」を採用した限定車「CBR600RR・スペシャルエディション」も発売された。2009年（平成21年）12月、2010年(平成22年)12月そして2011年(平成23年)12月にも塗色の変更が行われた。2013年(平成25年)3月22日に一部改良した2013年型が発売された。また“Repsol Honda Team”カラーを採用した限定車「CBR600RR Special Edition」が同時発売された。税別1,098,300円から。2009年型は、自動車技術会の日本の自動車技術330選に選ばれている。二輪車の平成28年排出ガス規制に対応せず、2016年(平成28年)に販売が終了したが、2021年型で対応し、2020年(令和2年)9月25日から発売した。最高出力はEURO3対応の欧州仕様車から2ps増の121psとなった。税別1,460,000円。平成28年排出ガス規制適合車は、2022年(令和4年)11月まで生産可能である。令和2年排ガス規制に適合した仕様を2023年12月に発表し、2024年2月から発売することを発表している。
全日本ロードレース選手権ST600クラスでは、2007年から2021年までの15シーズンで、ライダー部門の選手権を10回獲得している。

#### レース・ベース車
全面改良された2007年型欧州仕様車をベースとしたCBR600RRレース・ベース車を2007年(平成19年)2月21日に発売した。2009年(平成21年)1月にフロント・ブレーキ・ディスクをレース・ベース車専用設計とすることで公道向け市販車と比較し50gの軽量化を達成。2010年(平成22年)1月に前輪のブレーキ・キャリパーをレース専用品に変更。2013年(平成25年)2月には2013年型欧州仕様車をベースとした変更が施され発売された。この2013年型欧州仕様車をベースとしたモデルは、2014年(平成26年)2月、2016年(平成28年)12月、2017年(平成29年)12月及び2018年(平成30年)10月にも再販売された。2021年1月には、2021年型をベースとしたモデルを発売した。2023年12月には2024年型をベースにしたモデルを発売した。

#### リコール
- 国土交通省は、本田技研工業が2015年(平成27年)6月25日にリコールの届け出を行なったと発表した[84]。対象となるのはCBR600RR(型式：EBL-PC40)で、不具合が発生した部位は始動装置(スターターマグネチックスイッチ)[84]。エンジンの始動装置において、スターターマグネチックスイッチの防水用シール剤の充填が不適切なため、シール剤がスターターマグネチックスイッチのヒューズを組付ける端子内部に浸入するものがある[84]。そのため、使用過程で端子内部に浸入したシール剤が軟化してヒューズ端子の接圧が低下し、接触抵抗が増加して発熱し、そのままの状態で使用を続けると、ヒューズ組付部が溶損して導通不良となり、エンストして再始動できない、または、スターターマグネチックスイッチの回路が短絡して火災に至るおそれがある[84]。対策として全車両、スターターマグネチックスイッチを点検し、良品に交換する[84]。また、ヒューズカプラーを点検し、溶損している場合は、ワイヤーハーネスを新品に交換する[84]。対象となる車台番号はPC40-1600469からPC40-1600678、該当する車両が製作された期間は2013年(平成25年)11月6日から2015年(平成27年)5月27日で、対象台数は210台となる[84]。
- 国土交通省は、本田技研工業が2021年(令和3年)4月1日にリコールの届け出を行なったと発表した[85]。対象となるのはCBR600RR(型式：2BL-PC40)で、不具合が発生した部位は前照灯(ヘッドライトリレーカバー)[85]。走行用前照灯において、ヘッドライトリレーに取付けているカバーの防水構造が不適切なため、雨天時の走行などにより、リレー端子部に水が浸入することがある[85]。そのため、ヘッドライトドライバが走行用前照灯に切り替えられたと誤検知し、走行用前照灯が点灯した際に、表示灯が点灯しないおそれがある[85]。対策として全車両、ヘッドライトリレーカバーを対策品と交換する[85]。不具合は市場からの情報により発見され、不具合の報告件数は1件。不具合を起因とする事故は発生していないとしている[86]。対象となる車台番号はPC40-1700028からPC40-1700764、該当する車両が製作された期間は2020年(令和2年)8月27日から2021年(令和3年)1月7日で、対象台数は734台となる[85]。
- 国土交通省は、本田技研工業が2023年(令和5年)8月3日にリコールの届け出を行なったと発表した[87]。対象となるのはCBR600RR(型式：2BL-PC40)で、不具合が発生した部位は燃料装置(燃料ポンプ)[87]。燃料ポンプにおいて、燃料蒸発ガスを排出するための脱気孔位置が不適切なため、高地等での気圧が低い環境下での走行、または外気温が高い環境下での渋滞路走行等により、燃料蒸発ガスが排出されず、燃料ポンプ内に多量に滞留することがある。そのため、燃料供給ができなくなり、エンストに至るおそれがある[87]。対策として全車両、燃料ポンプユニットを対策品と交換する。不具合は市場からの情報により発見され、不具合件数は31件。[87]不具合を起因とする事故は発生していないとしている。対象となる車台番号はPC40-1700028からPC40-1702145、該当する車両が製作された期間は2020年(令和2年)8月27日から2022年(令和 4 年)10 月 14 日で、対象台数は1,975台となる。[87]

## 脚註

### 註釈
1. ↑  ITO, Hiroyukiは、CBR600RR（PC37）のラージプロジェクトリーダー（開発責任者・LPL）[8]
。
2. ↑  ヤマハ発動機と川崎重工業は、AMA SupersportをAMAスーパースポーツ選手権と邦訳している[16][17]。
3. ↑  日本国厚生労働省は、National Highway Traffic Safety Administrationを全米幹線道路交通安全局と邦訳している[20]。
4. ↑  日本国内閣府警察庁は、Driver and Vehicle Standards Agencyを運転者・車両基準庁と邦訳している[23]。
5. ↑  日本国外務省は、Transport Canadaをカナダ運輸省と邦訳している[26]。
6. ↑  日本国総務省は、The Department of Infrastructure, Transport, Regional Development and Communicationsをインフラ・運輸・地方開発・通信省と邦訳している[40]。
7. ↑  石川譲は、二輪事業部本部ものづくりセンター完成車開発部完成車統括課長で、CBR600RR（PC40）のラージプロジェクトリーダー（開発責任者・LPL）[42]。
8. ↑  2021年型は、日本[43]のほか、湾岸協力理事会（英: Cooperation Council for the Arab States of the Gulf・GCC）諸国[52]
、インドネシア[53]、マレーシア[54]、タイ[55]及びオーストラリア[56]で販売される[57]。